# 윤무곡
《윤무곡-론도》(일본어: 輪舞曲-ロンド)은 TBS 개국 50주년을 기념해 한일 공동 제작으로 2006년 1월 15일부터 3월 26일까지 일요극장 시간대(매주 밤 9시)에 방송된 일본의 드라마이다. 전 11화. 첫회는 2시간 스페셜, 최종회는 15분 확대 방송되었다. 평균 시청률 15.5%. 또한 한국의 인기 여배우 최지우가 일본 드라마에 첫 출연·첫 주연을 해 화제를 모았다.

## 줄거리
이야기는 한 사건 수사를 담당한 일본 형사 니시지마 쇼(다케노우치 유타카)와 일본에서 한국 음식점을 운영하는 최윤아(최지우)의 순애 모습을 중심으로 사건을 둘러싼 인간 군상을 서스펜스물로 그렸다. 또한 한류 드라마풍이 아닌 순수 일본풍의 러브 스토리로 이야기가 펼쳐진다.

## 촬영지
- 제9회에서 한국 촬영씬에서 등장한 학교는 서울에 위치한 중앙고등학교이며, 이것은 한국의 드라마 《겨울 연가》에서 최지우가 정유진 역으로 다니던 고등학교와 같은 촬영지이기도 하다.

## 등장 인물
- 니시지마 쇼(본명:카나야마 타쿠미) - 다케노우치 유타카, 타지마 켄고(어린 시절)
- 최윤아(본명:사쿠라 아이) - 최지우, 마츠오카 히나 (어린 시절)
- 이치노세 아키라 - 기무라 요시노
- 카자마 류이치로 - 스기우라 나오키
- 카자마 류고- 하야미 모코미치, 미야자와 코우진 (어린 시절)
- 카자마 코토미 - 이치카와 유이
- 히데 - 사토 류타
- 최윤희 - 이정현
- 이자키 요시히코 - 이시바시 료
- 손규환 - 하시츠메 이사오
- 김영재 - 신현준
- 카나야마 케이코 - 후부키 준, 호사쿠 유카 (젊은 시절)
- 카나야마 마사요시 - 후키코시 미츠루
- 마츠다이라 텟페이 - 시오미 산세이
- 마츠다이라 후지코 - 오카모토 레이
- 토다 마사토 - 웬츠 에이지
- 요시다상 - 뭇슈 카마야츠
- 모유카 - 벡키
- 박케빈 - 류희준
- 코바야시 하지메 - 히라타 미츠루
- 고바야시 료타 - 토미우라 사토시
- 오우치 마이코 - 사토 히로코
- 사쿠라 케스케 - 이시이 히데아키
- 김해숙 (제9화, 특별출연)

## 제작진
- 각본 : 와타나베 무츠키
- 음악 : 칸노 우고, KREVA
- 연출 : 히라노 슌이치, 쇼노 지로, 야마 무로 다이스케
- 제작 : 우에다 히로키, 요시노 유코
- 보조 프로듀서 : 정태원
- 음악 프로듀서 : 시다 히로히데
- 제작 협력 : 예당 엔터테인먼트 컴퍼니, 예당 재팬
- 제작 : TBS 텔레비전
- 제작 : TBS

## 음악
- 아야카 - 〈I believe〉
- 이승철 - 〈さよなら 사요나라[*]〉

## 방영일·부제·시청률
| 각화                                                       | 방송일          | 부제                                  | 시청률 | 참고           |
| ---------------------------------------------------------- | --------------- | ------------------------------------- | ------ | -------------- |
| 제1화                                                      | 2006년 1월 15일 | 해후 ... 사랑과 슬픔과 숙명의 두 사람 | 20.0%  | 2시간 스페셜   |
| 제2화                                                      | 2006년 1월 22일 | 마음의 말                             | 15.2%  |                |
| 제3화                                                      | 2006년 1월 29일 | 슬픈 약속 ~ 처음 눈물 ...             | 15.1%  |                |
| 제4화                                                      | 2006년 2월 5일  | 한순간 데이트 ~ 흔들리는 생각         | 15.8%  |                |
| 제5화                                                      | 2006년 2월 12일 | 어머니의 사랑                         | 14.8%  |                |
| 제6화                                                      | 2006년 2월 19일 | 키스의 아침                           | 14.5%  |                |
| 제7화                                                      | 2006년 2월 26일 | 신쇼 돌입                             | 15.5%  |                |
| 제8화                                                      | 2006년 3월 5일  | 사랑하는 이유의 비극                  | 13.2%  |                |
| 제9화                                                      | 2006년 3월 12일 | 운명의 땅, 서울에                     | 14.2%  |                |
| 제10화                                                     | 2006년 3월 19일 | 보상해야 할 죄 지켜야 할 사랑         | 14.6%  | 15분 확대 방송 |
| 최종화                                                     | 2006년 3월 26일 | 안녕 사랑스런 사람                    | 17.7%  |                |
| 평균시청률 15.5% (시청률은 간토 지방·비디오 리서치사 조사) |                 |                                       |        |                |